# قنفذ في الضباب
قنفذ في الضباب (الروسية: Ёжик в тумане) أو (يوجيك في توماني Yozhik v tumane) هو فلم رسوم متحركة أنتج عام 1975 في الأتحاد السوفيتي/روسيا من أخراج يوري نورشتين وأنتاج ستوديو سويز مولتفيلم في موسكو.وقد كتب السيناريو الروسي سيرجي كوزلوف، الذي نشر أيضا كتاب تحت نفس الاسم. في عام 2006، نشر نورشتين كتاب بعنوان قنفذ في الضباب، إدراج من خلاله نفسه كمؤلف جنبا إلى جنب مع كوزلوف.
يوجيك هو «بيت فن» الرسوم المتحركة، ونهايته مشوّقة، وشخصياته مفعمة بالعاطفة مقارنة بأفلام الرسوم المتحركة الأخرى المخصصة للأطفال.
عملياً لا توجد حبكة- فقط قنفذ صغير يحاول الوصول إلى بيت صديقه الديسم لكنه يتوه في الضباب الكثيف. وبقية الفيلم هو رحلة القنفذ- مع خلفية موسيقية عاطفية، ورؤى وواقع ممتزج مع الضباب.
ويكشف الفيلم عن جمال الطبيعة والشك بها في ظلال رمادية وبنية. ومثل أي قطعة فنية عظيمة يمكن أن يكون هناك أكثر من تفسيرات مختلفة لرسالة المؤلفين، لكن يوجد شيء واحد مؤكد:«قنفذ في الضباب» يترك انطباعاً عميقاً عند جميع من يشاهده، سواء كان طفلاً أو بالغاً.

## قصة الفلم
هذه القصة عن قنفذ صغير (قامت بأداء الصوت ماريا فنوكرادوفا) كان في طريقه لزيارة صديقه شبل الدب حيث أعتادا ان يجتمعا كل مساء لشرب الشاي الذي يتم أعداده في سماور "samovar" (أناء أعداد الشاي) الخاص بالدب حيث يتم تسخينه باستخدام أغصان شجرة العرعر وعند شربهم للشاي يقوم القنفذ والدب بتبادل الحديث وعد النجوم في السماء.
في هذا اليوم، قرر القنفذ جلب بعض من مربى التوت لشبل الدب. وعند توجه القنفذ للخارج، تبعه بوم أوراسي يبدو بمظهر شرير، مر القنفذ عبر الغابة وصادف في طريقه حصان أبيض جميل واقفاً في الضباب. كان لديه فضول لمعرفة فيما إذا كان الحصان سوف يغرق أذا نام في الضباب. قرر القنفذ استكشاف الضباب بنفسه. وعند ذهابه إلى أسفل المنحدر في عمق الضباب، وبسرعة أحاطت به طبقة سميكة جداً من الضباب جعلت القنفذ لا يمكنه حتى أن يرى مخلب يده الوردي.
كان الضباب يزداد سماكة ثم يخف بالتناوب: عندما يكون الضباب خفيف القنفذ بالكاد يتلمس الأشياء التي تبدو غير واضحة والمخلوقات التي تختفي مرة أخرى عندما يزداد الضباب سماكة يجد القنفذ نفسه في عالم سريالي ومخيف مأهول بالأشكال التي ليست دائماً يمكن تحديدها، ومخلوقات متنوعة تتراوح مابين حيوانات مفترسة وحيوانات أليفة، في عالم من الصمت والأصوات المخشخشة والظلام والأعشاب الطويلة والنجوم الساحرة.
البوم الأوراسي الذي كان يتبع القنفذ يظهر بالقرب منه فجأةً وبصوت غريب، وعندما يختفي مرة أخرى يدفع القنفذ لأن يطلق عليه غريب الأطوار. القنفذ مرعوب ولكن فضوله يبقيه لأستكشاف المجهول. أحياناً يسمع من مسافة غير مرئية صوت ينادي (أيها القنفذ). عندما يستكشف القنفذ شجرة جوفاء كبيرة، يدرك أنه فقد هديته للدب (مربى التوت).فجأة يظهركلب كبير يخيف القنفذ، ولكن الكلب جلب له مربى التوت التي فقدها سابقاً.
يسقط القنفذ في النهر ويظن أنه سوف يغرق. يطفو القنفذ على سطح مجرى النهر مستنداً على ظهره ويتم أنقاذه ربما من قبل سمكة ويتم أيصاله إلى الشاطئ. يصل القنفذ إلى مكان التخييم حيث كان شبل الدب بنقع الشاي. الدب (قام بأداء الصوت فياتشيسلاف نيفيني) يشرح للقنفذ أنه كان يناديه أكثر من مرة، وقد شعر بالقلق لتأخره. الأثنان يجلسان معاً ويشربان الشاي بينما كان القنفذ يفكر في الحصان.

## الجوائز
- 1976 جائزة أفضل فيلم رسوم متحركة في مهرجان فرونزة (بيشكك).
- 1976 جائزة أفضل فيلم رسوم متحركة في مهرجان طهران لأفلام الأطفال والشباب
- 2003 في طوكيو حاز على المرتبة الأولى من بين أفضل 150 فيلم رسوم متحركة تم انتاجه في كل الأزمان في اليابان والعالم.

## معلومات أخرى
تم إنشاء تأثيرات الضباب عن طريق وضع قطعة رقيقة جدا من الورق في أعلى المشهد وببطء تم رفعها للأعلى باتجاه الكاميرا أطار يتبعه أطار إلى أن أصبح كل شئ خلف الكامرة ضبابي وأبيض.
أعتبر هاياو ميازاكي المخرج (يوري نورشتين) كفنان عظيم وأشار إلى أن فلم «قنفذ في الضباب» واحد من أفلام الرسوم المتحركة المفضلة لديه.

## التأثير الذي تركه
منذ كانون الثاني 2009 الشخصية الرئيسية (القنفذ) من الفيلم تم عمل له تمثال في وسط عاصمة أوكرانيا، كييف.
الفيلم أثر بشكل كبير على المخرج الموسيقي وصانع الأفلام [ميشيل غندري Michel Gondry] . هنالك عناصر سينمائية في الفيلم تم أقتباسها وأظهارها في جميع مقاطع الأغنية المصورة لبجورك بعنوان (السلوك البشري Human Behaviour)، الذي تم أخراجه من قبل غندري في عام 1993.
تمت الإشارة إلى الفيلم في الحلقة الثالثة من الموسم الثامن من مسلسل الرسوم المتحركة الكوميدي فاميلي غاي و (Spies Reminiscent of Us) في عام 2009. صانع فاميلي غاي سيث ماكفارلن من المعجبين الكبار بفيلم «قنفذ في الضباب».
في حفل افتتاح الألعاب الأولمبية الشتوية بسوتشي 2014، تمت الإشارة إلى «يوجيك في توماني» باعتباره إنجازاً روسياً هاماً إلى جانب سبوتنيك، وتولستوي ودوستويفسكي.